# His Majesty's Army Vessel

Zástava britské armády

Loď Armády Jeho nebo Jejího Veličenstva (HMAV) je prefix používaný pro loď, která je operační jednotkou Britské armády, které velí armádní důstojníci a s armádní posádkou v uniformách. Tyto lodě používají vlajku Army ensign.